# Akcja „Burza” w Okręgu Kraków Armii Krajowej

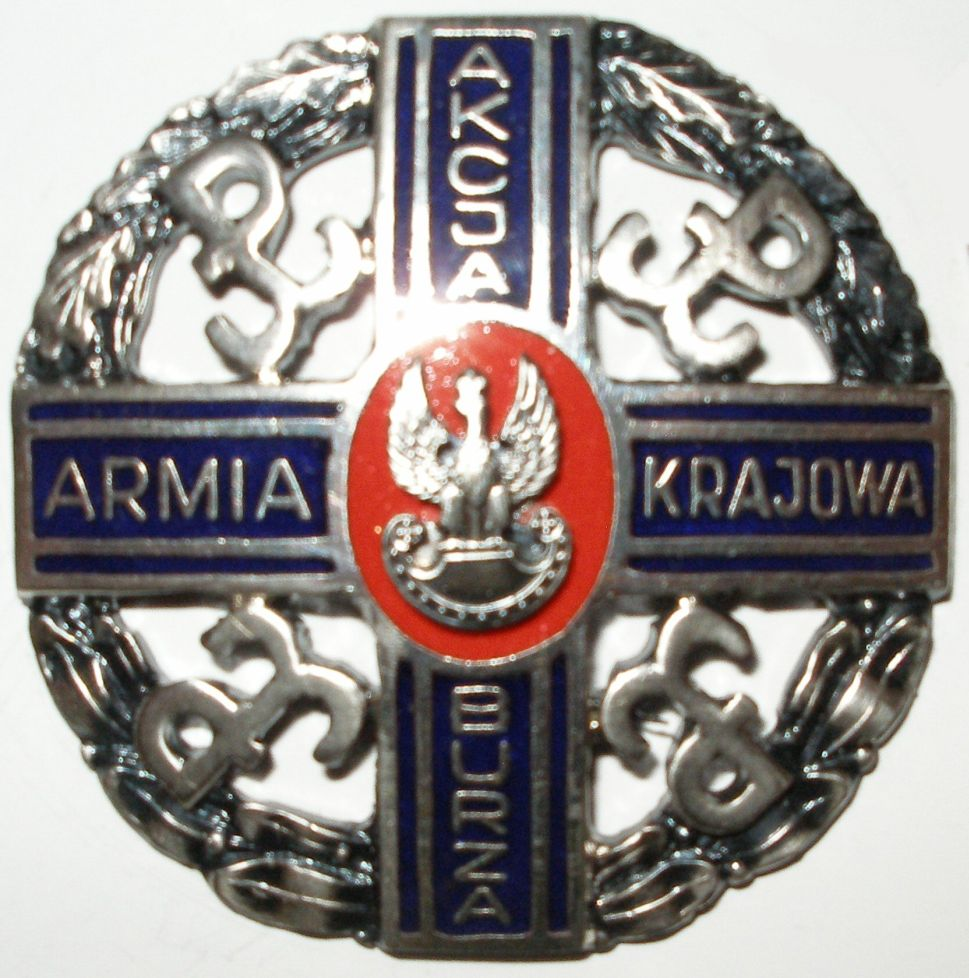
Odznaka AK przyznawana za udział w akcji „Burza”

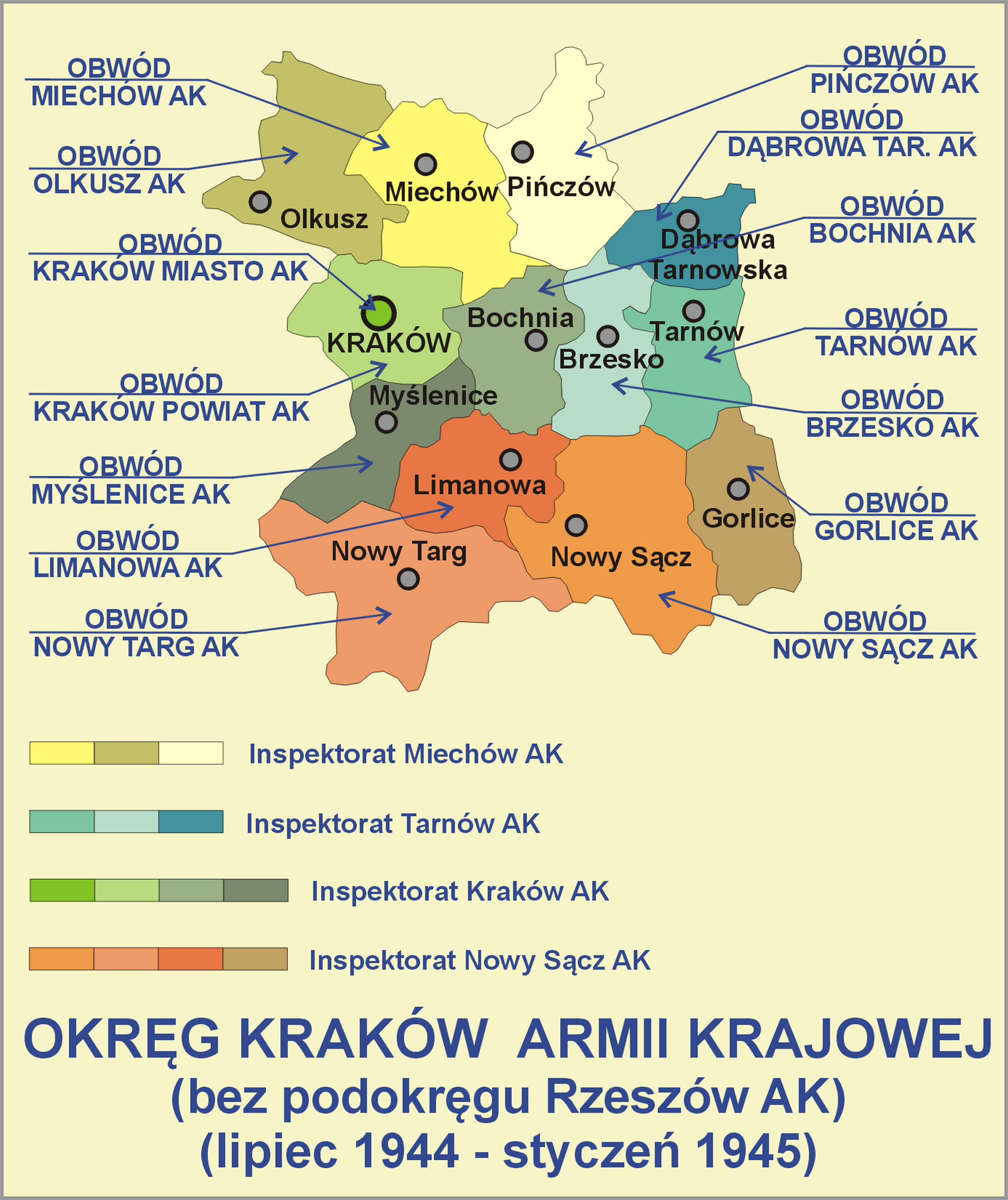

Akcja „Burza” w Okręgu Kraków AK – część akcji wojskowej zorganizowanej i podjętej przez oddziały Armii Krajowej przeciw wojskom niemieckim w końcowej fazie okupacji niemieckiej, bezpośrednio przed wkroczeniem Armii Czerwonej, prowadzona w granicach II Rzeczypospolitej.
„Burzę” w okręgu krakowskim cechowała duża dynamika działań rozciągniętych zarówno w czasie, jak i w przestrzeni. W podokręgu rzeszowskim zmobilizowano oddziały 24 Dywizji Piechoty AK płk. Kazimierza Putka „Zwornego”, w inspektoratach przemyskim i rzeszowskim oddziały 22 Dywizji Piechoty AK mjr Łukasza Świtalskiego „Grzywacza”. W inspektoracie krośnieńskim, rzeszowskim i mieleckim walczyły oddziały 10 Brygady Kawalerii AK. W zachodniej części okręgu krakowskiego działały: oddziały 6 Dywizji Piechoty AK płk. Wojciecha Waydy „Odweta” w inspektoracie tarnowskim i krakowskim, oddziały 106 Dywizji Piechoty AK ppłk. Bolesława Nieczui-Ostrowskiego „Tysiąca” i oddziały Krakowskiej Brygady Kawalerii Zmotoryzowanej AK. W inspektoracie miechowskim Samodzielny Batalion Partyzancki „Skała” mjr. Jana Pańczakiewicza „Ziemowita”. Ostatnie cztery jednostki tworzyły Grupę Operacyjną „Kraków” pod dowództwem płk. Edwarda Godlewskiego „Gardy”.
Dowództwo Armii Krajowej rozważało wybuch powstania w Krakowie. Z dużym prawdopodobieństwem można twierdzić, iż na ostateczną decyzję o nieprzeprowadzeniu powstania w Krakowie miała między innymi wpływ gigantyczna łapanka, tzw. Czarna Niedziela. Aresztowano wówczas 15 tys. osób nadwerężając przy tym skutecznie strukturę Armii Krajowej.